# Нова Казанковка
Нова Казанко́вка (рос. Новая Казанковка, башк. Яңы Казанковка) — присілок у складі Мелеузівського району Башкортостану, Росія. Входить до складу Денисівської сільської ради.
Населення — 240 осіб (2010; 87 в 2002).
Національний склад:
- росіяни — 44%